# Azara dentata
Azara dentata és una espècie arbustiva perenne de la família de les salicàcies. Són originaris d'Amèrica del Sud, en concret de Xile. El seu nom comú en castellà és corcolén blanco. El seu estat de conservació és bo, ha estat catalogat com a "freqüent". El nom genèric Azara fa honor al científic espanyol José Nicolás de Azara L'epítet específic dentata fa referència als marges dentats de les fulles.

## Morfologia
És un arbust o arbre petit de fins a 2,5 metres d'alçada i d'amplada. L'escorça és rugosa de color gris cendra. Les fulles són el·líptiques amb els marges serrats, dentats, grises, i peludes. Presenten estípues folioses. Les flors, hermafrodites, són de color groc i s'agrupen en raïms o corimbes, són perfumades i apareixen d'octubre a desembre. El fruit és una baia de color taronja, d'uns 4,5 mm de diàmetre i madura cap a l'estiu. El seu creixement és ràpid i floreixen a partir del tercer any.

## Ecologia
Es distribueix per les regions xilenes de RM a la X, és un endemisme de Xile i creix en la pre-serralada andina, en vessants assolellats. Necessiten molta lluminositat i sòls molt humits però ben drenats, de pH neutre a lleugerament àcid. Resisteixen vents i gelades i atrauen insectes i aus. Són molt valorats per les seves fulles i flors i per això es planten en jardins i parcs. Preferentment són de zones litorals.